# Svatby pana Voka
Svatby pana Voka je československý historický film z roku 1971, který natočil režisér Karel Steklý. Titulní roli ztvárnil Miloš Kopecký. Hrdinou filmu je historická postava Petr Vok z Rožmberka, který se uchází o mladou Kateřinu z Ludanic.

## Děj Filmu
Děj filmu se odehrává v roce 1580, kdy se šlechtic, pan Petr Vok z Rožmberka, uchází o mladou Kateřinu z Ludanic. Radí se o ní s bratrem Vilémem z Rožmberka a se svými věřiteli. Do příprav svateb se zaplete i císař Rudolf II.
Petr Vok se domluví se svými sloužícími, aby vyndali Kateřině z Ludanic klín od kola u kočáru, ale ti to popletou a vyndají klín u Vokova kočáru. Tak se pan Vok seznámí s Kateřinou z Ludanic. Ta mu dá podmínku, že nejprve musí provdat svůj dvanáctičlenný fraucimor.
Petr Vok se rozhodne, že pojede do Prahy, kam císař svolal české pány. Vymyslí si, že pojede v rouchu kardinála. To ovšem prozradí jeho sluha Cyril strážím v Praze. Naštěstí toto pan Vok zjistí od sluhy, který za prozrazení plánů dostal císařovo zlato. Přestrojení za kardinála proto bylo změněno a Vok jede v přestrojení za urozenou slečnu z Pernštejna. Do Prahy mezitím přijíždí také pravý kardinál, kterému stráže dají rákoskou namísto Voka. Na audienci požádá Petr Vok císaře o svolení ke sňatku s Kateřinou z Ludanic. Císař jeho žádosti vyhoví.
Konec filmu ukazuje zestárlého Voka, kterému se dostává stejného zacházení, kterým častoval i svůj fraucimor. Zatímco Vok usíná po víně s uspávacím práškem, jeho žena nadbíhá mladému knězi, jenž se vrátil z Nového světa a popisuje zážitky s divochy.

## Postavy
- Petr Vok z Rožmberka - Miloš Kopecký
- Kateřina z Ludanic - Darina Chlebová
- Vilém z Rožmberka - Otakar Brousek starší
- Císař Rudolf II. - Pavel Landovský
- Dále hrají: Otto Šimánek, Vladimír Brabec, Waldemar Matuška, Jiří Štěpnička,Jaroslav Moučka